# Otiothops recurvus
Otiothops recurvus là một loài nhện trong họ Palpimanidae. Loài này được phát hiện ở Brasil.